# Nokia 2626
Il Nokia 2626 è un telefono cellulare prodotto dall'azienda finlandese Nokia.

## Caratteristiche
- Dimensioni: 104 × 43 × 18 mm
- Peso: 91 g
- Durata batteria in standby: 300 ore (12 giorni)
- Durata batteria in conversazione: 3 ore
- Risoluzione display: 128 × 128 pixel a 65.536 colori